# George Moore (pentathlon moderne)
Pour les articles homonymes, voir George Moore (homonymie) et Moore.
George Moore (né le 6 octobre 1918 à Saint-Louis dans le Missouri et mort le 4 juillet 2014) est un pentathlonien américain. Il participe aux Jeux olympiques d'été de 1948 et remporte la médaille d'argent dans la compétition en individuel.

## Palmarès

### Jeux olympiques
- Jeux olympiques de 1948 à Londres,  Royaume-Uni
  -  Médaille d'argent en individuel[1].